# Sauvagesia elegantissima
Sauvagesia elegantissima är en tvåhjärtbladig växtart som beskrevs av A. St.-hil.. Sauvagesia elegantissima ingår i släktet Sauvagesia och familjen Ochnaceae. Inga underarter finns listade i Catalogue of Life.